# França nos Jogos Olímpicos de Verão de 1988
A França participou dos Jogos Olímpicos de Verão de 1988 em Seul, na Coreia do Sul. Conquistou seis medalhas de ouro, quatro de prata e seis de bronze, somando dezesseis no total. Ficou na nona posição no ranking geral.